# Theodor Varmeier
Theodor Varmeier (* 9. April 1587 in Osnabrück; † 27. Januar 1642 in Rostock) war ein deutscher Jurist.

## Leben
Theodor Varmeier war ein Sohn des gleichnamigen Juristen, der als Rat und Gaugraf im Dienst des Osnabrücker Bischofs stand. Im Mai 1610 begann er ein Studium an der Universität Rostock. Während des Rostocker Pfingstmarktes, in der Nacht vom 4. zum 5. Juni 1610, geriet er in eine der üblichen Wirtshausschlägereien unter Rostocker Studenten, bei der ihm die rechte Hand fast vollständig abgeschlagen wurde. Der Schuldige war der Sohn eines livländischen Adligen. Dieser und ein Mittäter wurden verhaftet. Nach vier Tagen musste die Hand Varmeiers amputiert werden. Um seelische Komplikationen zu vermeiden, wurde ihm mittels einer künstlichen Hand der Verlust vorerst verheimlicht. Einer der behandelnden Ärzte war Johann Bacmeister. Der Vater Varmeiers bat den Rektor der Universität Ernst Cothmann und seinen Herrn, den Osnabrücker Bischof Philipp Sigismund von Braunschweig-Wolfenbüttel, sich für seinen Sohn einzusetzen. Verwandte und Freunde der Gefangenen hatten Gegenklage wegen Verleumdung eingereicht. Da beide Täter einen schlechten Ruf hatten, wurde die Kaution so hoch angesetzt, dass deren Familien diese nicht zahlen konnten, sie bis zum Oktober 1610 in Haft blieben und sich darüber beschwerten, „in demselben Gefengknus und Gestanck noch bis anitzo enthaltenn und darinne marceriret und torquiret werden“ und „zu unterschiedlichen Malen tödlich krank gelegen“ zu haben. Der mecklenburgische Herzog Adolf Friedrich sorgte letztlich für den Abschluss des Verfahrens; die Täter wurden am 19. Dezember 1610 gegen Bürgschaft und Urfehde aus der Haft entlassen.
Theodor Varmeier hatte währenddessen seine Studien fortgeführt. 1611 war er erstmals Respondent einer Disputation. Drei seiner Brüder studierten ebenfalls in Rostock. Anfang 1617, kurz vor dem Erwerb der Doktorwürde, verlobte er sich mit Elisabeth Bacmeister, der Tochter des Mediziners Johann Bacmeister. Am 16. April 1617 bestand er sein Examen und am 22. Mai promovierte er. Die Heirat mit der erst 15-jährigen Elisabeth Bacmeister folgte anschließend. Die juristische Laufbahn verlief erfolgreich, wogegen im häuslichen Bereich viele Schicksalsschläge folgten: Das erste Kind kam tot zur Welt, und 1621 starb seine erst 19-jährige Frau bei der Geburt des dritten Kindes. Am 27. November 1621 heiratete er die Witwe Elisabeth Drewenstedt, eine Tochter des Kirchenvorstehers der Marienkirche. Mit ihr hatte er vier Kinder, von denen eines schon 1630 starb.
Im Januar 1631 ermordete sein Bruder Jakob Varmeier den Obristen der kaiserlichen Truppen in Rostock. Nach dessen Tod infolge schwerer Folter wurde die Leiche gevierteilt und die Körperteile bis zum Abzug der kaiserlichen Truppen und Einzug der Schweden am 6. Oktober 1631 an den Toren der Stadt aufgehängt. Die Tat seines Bruders und die ständige Präsenz seiner Leichenteile belasteten Theodor Varmeier schwer. Hinzu kam der Tod seiner jüngsten Tochter und seiner Ehefrau, nicht lange danach verlor er zwei Söhne. 1634 heiratete er Katharina Hasse, mit der er noch vier Jahre zusammenlebte, bevor auch diese starb. Er versah seine Dienste als Rechtsanwalt, Professor an der Universität und Vizepräsident des Land- und Hofgerichtes, war aber ein gebrochener Mann. Er starb am 27. Januar 1642 und wurde in der Rostocker Marienkirche beigesetzt.